# Makedonska Pošta
Makedonska Pošta (mac. Македонска пошта) – operator pocztowy oferujący usługi pocztowe w Macedonii Północnej.

## Historia
Po tym, jak Republika Macedonii opuściła Socjalistyczną Federacyjną Republikę Jugosławii we wrześniu 1991 roku poczta Republiki Macedonii w ciągu kolejnych czterech lat wprowadziła nowe międzynarodowe linie pocztowe łączące ją z sąsiednimi krajami. Główne centrum pocztowe w Skopje zostało przystosowane do transportu międzynarodowego. Wprowadzono nowoczesny sprzęt do automatyzacji procesów technologicznych w centrach pocztowych. Międzynarodowy transport pocztowy rozpoczął działalność w Republice Macedonii 1 czerwca 1992 roku, a 12 lipca 1993 roku państwo zostało przyjęte do Światowego Związku Pocztowego. 1 stycznia 1997 roku przedsiębiorstwo państwowe PTT „Macedonia” zostało przekształcone w samodzielne przedsiębiorstwo państwowe „Makedonska Pošta”.
Makedonska Pošta oferuje międzynarodowe i krajowe usługi pocztowe w Macedonii Północnej. Ponadto Poczta Macedonii Północnej jest częścią światowej spółki EMS i dostarcza przesyłki EMS. Dostawa poczty i przesyłek EMS Poczty Macedonii Północnej odbywa się zgodnie z ogólnymi zasadami Światowego Związku Pocztowego, który gwarantuje swobodę tranzytu paczek przemieszczanych drogą lądową, morską i lotniczą między członkami jednego terytorium pocztowego.
Dzień pracowników pocztowych w Macedonii Północnej – 22 kwietnia.

## Filatelistyka
Pierwszy znaczek poczta wyemitowała w rocznicę uchwalenia niepodległości i suwerenności Macedonii 8 września 1992 roku.
Poczta macedońska wydaje oprócz zwykłych znaczków także specjalne, jubileuszowe. Zwykłe krążą w codziennym ruchu pocztowym, a jubileuszowe są wydawane zgodnie z programem zatwierdzonym przez rząd Republiki Macedonii Północnej.
Biuro Filatelistyczne Macedońskiej Poczty corocznie wydaje od 27–30 tys. znaczków w 18 różnych tematach. Osoby zbierające znaczki mogą je kupić w głównych urzędach pocztowych w Skopje, Bitoli i Strumicy, a także w sklepie filatelistycznym w Ochrydzie. Wydawane są kolekcje tematyczne z motywami flory, fauny, dziedzictwa kulturowego, sportu, ekologii, Europy, oraz znaczki pocztowe dla dzieci.

### Polskie znaczki
W ramach współpracy polsko-macedońskiej poczta macedońska wyemitowała trzy znaczki. Pierwszy został wydany 6 grudnia 2008 roku. Umieszczono na nim logo Solidarności i wizerunek Lecha Wałęsy. Drugi powstał z okazji 200 rocznicy urodzin Fryderyka Chopina i został wyemitowany 8 czerwca 2010 roku. Umieszczono na nim portret kompozytora. Trzeci, z wizerunkiem Zamku Królewskiego w Warszawie został wydany 4 maja 2011 roku z okazji polskiej prezydencji w Unii Europejskiej.